# Общественные исторические здания Иркутска
Список общественных исторических зданий Иркутска. Все указанные объекты находятся в рамках исторического центра Иркутска и охраняются Министерством культуры Российской Федерации как памятники архитектуры, истории и культуры России.

## Гостиницы и отели
- «Амурское подворье»
- «Гранд-Отель»
- «Коммерческое подворье»
- «Метрополь»
- «Централь»

## Банки, магазины и госучреждения
- Государственный архив
- Банк Курбатова и Русанова
- Банк Медведниковых
- Винные подвалы
- Губернское казначейство
- Губернская тюрьма
- Здание госбанка СССР
- Здание Думы и Администрации Иркутска
- Иркутская геофизическая метеообсерватория
- Иркутское землячество
- Казармы Енисейского батальона
- Казённая палата
- Магазин Тельных
- Мастерская иконописцев Старцевых
- Пожарная часть
- Третья пожарная часть
- Почтовая контора
- Русско-Азиатский банк
- Первая сейсмологическая станция
- Сибирский торговый банк
- Страховое общество «Россія»
- Торговая лавка Корзенникова
- Торговый дом Сытина
- Торговый дом фирмы «Треугольник»
- Универмаг Мерецкого

## Учебные заведения
- Александро-Мариинское училище
- Военная гимназия
- Воспитательный дом Базановых
- Воспитательный детский дом
- Гоголевское училище
- Городское училище
- Губернская мужская гимназия
- Духовная консистория
- Духовная семинария
- Женская гимназия Хаминова
- Женское епархиальное училище
- Институт благородных девиц
- Ломоносовская школа
- Начальная приходская школа
- Техническое училище
- Училища Кладищевой
- Училище Пономарёва
- Учительская семинария
- Маратовская учительская семинария
- Школа Перетолчина

## Медицинские учреждения
- Аптека Писаревского
- Больница Медведниковой для хроников
- Больница Михайловского
- Военный госпиталь
- Знаменская лечебница
- Кузнецовская больница
- Общественный лазарет и амбулатория
- Переселенческая больница

## Услуги быта, заводы и благотворительные заведения
- Бани Курбатова и Русанова
- Дрожже-винокуренный завод
- Общегородская водокачка
- Приют Родионова
- Сиропитательный дом Медведниковой
- Спиртоочистительный завод и казённый винный склад
- Фотостудия-мастерская

## Типографии
- Типография Казанцева
- Типография Макушина и Посохина
- Типография Серебренникова